# Gare de Pontmort
Gare de Pontmort – przystanek koleowy w Cellule, w departamencie Puy-de-Dôme, w regionie Owernia-Rodan-Alpy, we Francji. Jest zarządzany przez SNCF (budynek dworca) i przez RFF (infrastruktura).
Przystanek jest obsługiwana przez pociągi TER Auvergne.

## Położenie
Znajduje się na linii Saint-Germain-des-Fossés – Nîmes, w km 398,961, pomiędzy stacjami Aubiat i Riom - Châtel-Guyon, na wysokości 330 m n.p.m.

## Linie kolejowe
- Saint-Germain-des-Fossés – Nîmes